# Hope TV
Hope TV ist der Fernsehsender der protestantischen Freikirche der Siebenten-Tags-Adventisten, der von deren Medienzentrum Hope Media Europe (ehemals Stimme der Hoffnung) in Alsbach-Hähnlein (Landkreis Darmstadt-Dieburg) betrieben wird. Der Sender gehört zur internationalen Hope Channel-Senderfamilie, die 2003 in den USA gegründet wurde und aus mittlerweile 45 sprachregionalen Sendern besteht.

## Programm
Das 24-Stundenprogramm besteht vor allem aus Gottesdiensten, Talksendungen, Vorträgen, Filmen, Kindersendungen, Reportagen, Musik sowie aus meditativen Sendungen. Thematisch reicht die Bandbreite von biblischer bis hin zu praktischer Theologie, von Gesundheit bis zu Familie und Bildung. Ziel des Senders nach eigener Aussage ist es, Hoffnung und Lebenssinn zu vermitteln, mit relevanten Themen Lebenshilfe zu leisten, sowie verständlich und zeitgemäß zur persönlichen Beschäftigung mit der Bibel und dem christlichen Glauben anzuregen.
Der Sender vertritt allgemein christliche Werte und ist durch die Theologie der Siebenten-Tags-Adventisten geprägt. So wird zum Beispiel der Sabbat als biblischer Ruhetag vertreten. Dazu gibt es eine Reihe von Sendungen über biblische Prophetie. Das Motto des Senders „Am Leben interessiert“ soll Offenheit und Orientierung an christlicher Lehre kommunizieren.
Ein großer Teil des Programms setzt sich aus Eigenproduktionen zusammen, die vor allem in den hauseigenen Fernsehstudios produziert werden. Dazu kommen übersetzte Sendungen der Senderfamilie sowie Fremdproduktionen.

## Geschichte
Die internationale Senderfamilie Hope Channel wurde im Oktober 2003 in den USA von der Freikirche der Siebenten-Tags-Adventisten gegründet. Im Jahr 2004 ging der europäische Kanal „Hope Channel Europe“ via Eutelsat auf Sendung. Ab Oktober 2004 wurde über diesen Kanal pro Woche eine Stunde deutschsprachiges Programm ausgestrahlt, was sich bis 2008 auf elf Stunden pro Woche ausweitete. Im März 2007 wurden die eigenen Fernsehstudios im Medienzentrum in Alsbach-Hähnlein eingeweiht. Im gleichen Jahr strahlten rheinmaintv und KabelBW erste Sendungen vom Hope Channel aus. Im Januar 2009 erhielt das Medienzentrum von der Hessischen Landesanstalt für privaten Rundfunk und neue Medien die Lizenz für einen eigenen 24-Stunden-Kanal, der im März unter dem Namen „Hope Channel deutsch“ auf dem Satelliten Astra an den Start ging und seitdem rund um die Uhr sendet.
2018 wurde Stimme der Hoffnung umbenannt in „Hope Media Europe“ und als Marke für alle Angebote des Medienzentrums eingeführt. Zum 10-jährigen Jubiläum wurde 2019 der Name des Fernsehsenders in „HopeTV“ geändert.

## Empfang
Das HDTV-Programm ist digital über den Satelliten Astra 19,2° Ost auf der Frequenz 11,244 GHz in horizontaler Polarisation (Symbolrate: 22.000; FEC: 5/6) zu empfangen. Über die Homepage ist das laufende Programm als Livestream verfügbar. Zudem wird das Programm von mehreren Kabelnetzbetreibern eingespeist.
Darüber hinaus besteht die Möglichkeit des Empfangs über DVB-T im Raume Wien und Umgebung (MUX-C des Senders Kahlenberg). sowie über Smart TV und als App über Smartphone und Tablets (iOS + Android).

## Senderlogo

Erstes Senderlogo unter Hope Channel.
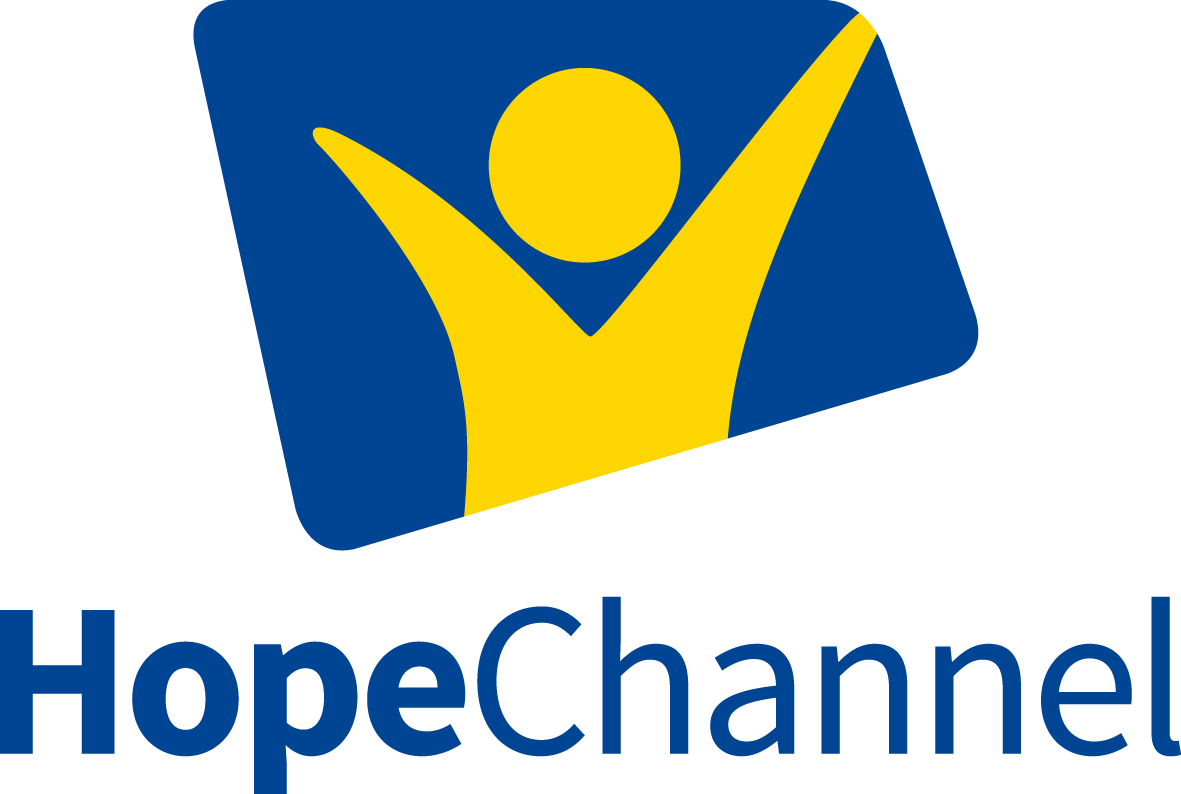
Zweites Senderlogo bis 22. September 2019.
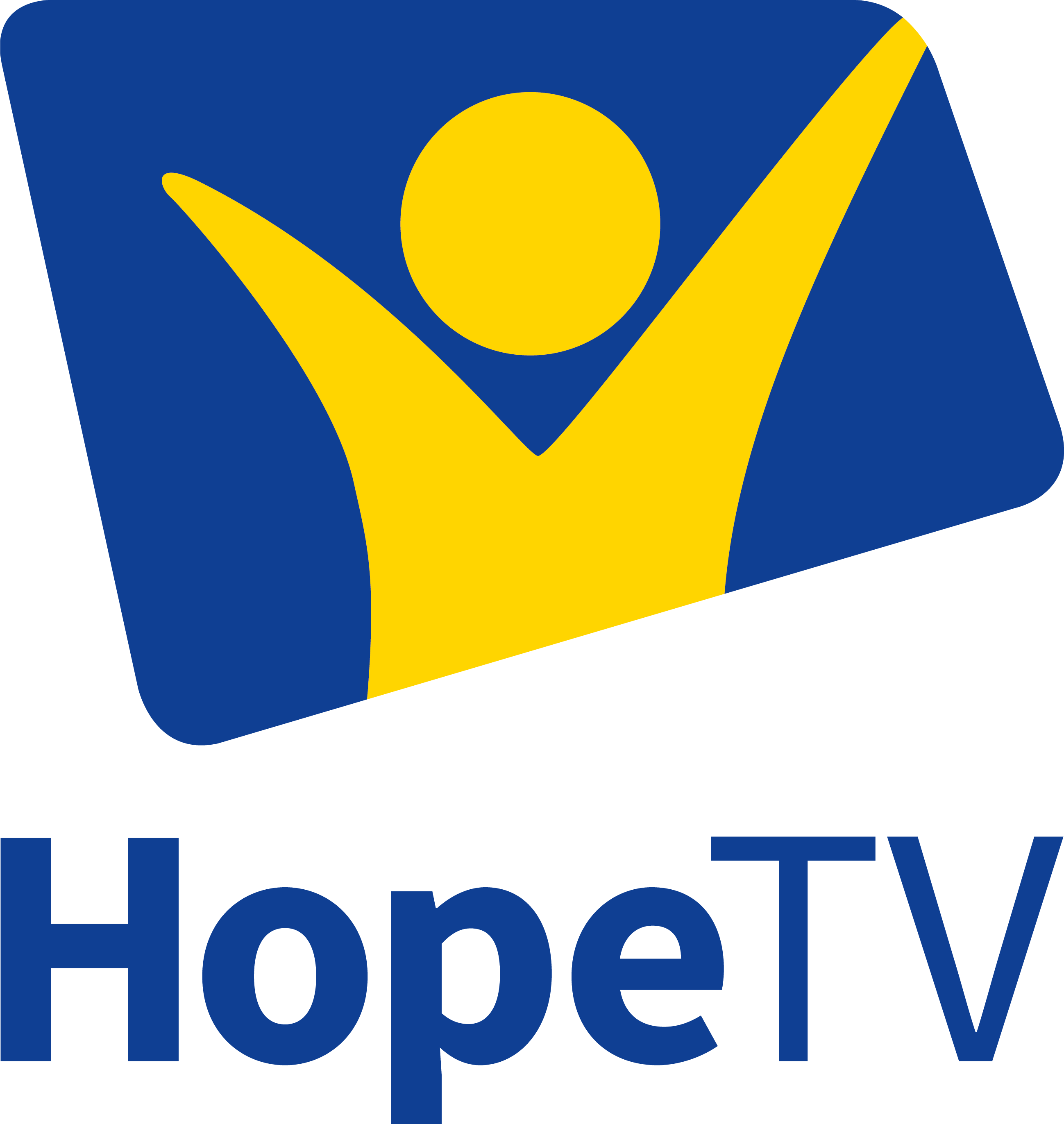
Senderlogo zum 10-jährigen Jubiläum seit 22. September 2019.
Logo-Website des Senders.

## Service
Monatlich erscheint ein Programmheft, das der Sender kostenlos als Print- oder Downloadversion anbietet. Zudem können Zuschauer jederzeit auf viele Sendungen in der Mediathek zugreifen; es sind weiterhin CD- und DVD-Produktionen sowie Skripte zu einzelnen Sendungen erhältlich. Ein weiterer Service für interessierte Zuschauer des Hope Channel sind kostenlose Glaubensfernkurse, die ebenfalls über das Medienzentrum angeboten werden.

## Finanzierung
Der Privatsender finanziert sich vor allem aus Spenden von Zuschauern, aber auch durch Werbung im Fernsehen und Programmheft und durch finanzielle Mittel der Freikirche der Siebenten-Tags-Adventisten.